# Chessmaster 6000
Chessmaster 6000 è un videogioco di scacchi pubblicato nel 1998 per Windows e nel 1999 per Macintosh dalla Mindscape.
Fa parte della longeva serie di Chessmaster e fu seguito da Chessmaster 7000 (1999).
Contiene commenti audio di Josh Waitzkin e tutorial di Bruce Pandolfini.